# Roberto Mieres
Roberto Mieres (n. 3 decembrie 1924, Mar del Plata, Buenos Aires, Argentina – d. 26 ianuarie 2012, Punta del Este⁠(d), Departamentul Maldonado, Uruguay) a fost un pilot de Formula 1. De-a lungul carierei a luat startul în 17 curse, niciuna din pole-position. Nu a câștigat nicio cursă și nu a terminat niciodată pe podium, acumulând 13 puncte în întreaga activitate ca pilot de Formula 1.